# Juventud Demócrata Cristiana de Venezuela
La Juventud Revolucionaria Copeyana o JRC, es la organización de participación y militancia juvenil del partido político Copei. Definen así mismo a la Juventud Demócrata Cristiana las denominaciones de Juventud Social Cristiana y Juventud Humanista Cristiana. 
La doctrina e ideología que sustenta es la democracia cristiana. Sus principios son la democracia integral, la pluralidad de ideas, la libertad, el consenso, la igualdad, la justicia social, la solidaridad, los cuales orientan la acción política de esta organización juvenil[cita requerida].

## Historia
Fundada originalmente el 24 de diciembre de 1947 por Luis Herrera Campins (futuro presidente de Venezuela), Rodolfo Cárdenas, Valmore Acevedo, Eduardo Tamayo y Rafael Alfonzo, como Juventud Revolucionaria Copeyana. Denominación esta última con la que desde entonces se ha conocido a esta sección del COPEI, y por la que incluso en la actualidad es reconocida en la actualidad por muchos medios de comunicación. Ha tenido presencia en los movimientos estudiantiles universitarios del país desde su fundación, principalmente en la Universidad Católica del Táchira (UCAT), Universidad Católica Andrés Bello (UCAB), Universidad del Zulia y la Universidad de los Andes, en la Universidad de Carabobo y en la Universidad Central de Venezuela. Aunque en ellas tiene presencia bajo el nombre de la Democracia Cristiana Universitaria, que ha sido un movimiento de reafirmación de los valores humanistas-cristianos, afirmando el respeto a cada persona y la afirmación de la búsqueda de una sociedad democrática no excluyente, razón por la cual se ha enfrentado a las pretensiones hegemónicas de los gobernantes de turno. 

## Miembros destacados
Han sido miembros de la JRC: 
- Luis Herrera Campíns
- Hilarion Cardozo
- Gustavo Tarre Briceño
- Pedro Nikken
- Abdón Vivas Terán
- Luis Barragán
- Joaquín Marta Sosa
- Juan Carlos Alvarado
- César Pérez Vivas
- Paciano Padrón
- Juan Vilera del Corral
- Héctor Thurupial
- Roberto Akerman
- Enrique Mendoza[5]
- Oswaldo Álvarez Paz[6]
- Reguló Arias Moreno[7]
- Eduardo Lapi[8]
- Eduardo Fernández[9]
- Vladimir Petit[10]
- José Carrillo Moreno
- Ramón Guillermo Aveledo
- Fredderi Jesús Moreno
- Mariela Martínez
- Abdel Salim Naime
- Tito Olivares
- Mecha Vivas
- José Gregorio Correa
- José Gregorio Graterol
- Ibis Alemán
- Francisco Escalona
- Rita Azuaje
- Saralilian Lizarraga
- José Ramón Solano
- Nelson Oxford
- José Gregorio Caribas
- Victor Moreno
- Victor Pérez
- Benito Quintero
- Francisco Rosa
- Vittoria Cocorece
- María Eugenia García
- Hernán Vizcarrondo
- Milagros Vizcarrondo
- Jorge Márquez
- Isaac Pérez
- Juan Velásquez Santamaría
- Osman García
- Métodio Pernalete
- Miguel Ricardo Matute
- Eduardo Valero
- Yamil Tovar
- Yoel Bellorín
- Oswaldo Sosa Guzmán
- Orlando Jaimes +
- Freddy Torres+
- Freddy Millán
- Javier Bernal
- Tibisay Velasquez
- Marco Tulio Villafañe
- Luis Nunes
- Jhonattan Patti
- Orlando Goncalves
- Aldo Cermeño
- Alonso Medina Roa
- Raimundo Kafruni
- Iván Noe Duim
- Eduardo Monasterio
- Rafael Mourad
- Emilio Rivera
- Kemel Mourad
- Alfredo Casa
- Ednardo Bravo
- Raúl Vallejo
- Álvaro Peña
- Ángel Pernía
- America Rivera
- Moises Benaim
- Carlos Escalante
- Carlos Masini
- Carmen Alicia Calderón
- María de los Ángeles Cartaya
- José Luis Mejias
- José Luis Morgado
- José Luis Cartaya
- Douglas Estanga
- António Callaos
- Edilberto Natera
- Eliecer Córdoba
- Enrique Cedeño
- Felix Saavedra
- José Gregorio Marcano Cedeño
- José Gregorio Marcano Torres
- Homero Ruíz
- Israel Ramírez
- Jean Yatim
- Juan Pablo Guanipa
- Luis Castro Lezama
- Luis Carlos Solorzano
- Juancho Mejias
- Arianna Martínez
- Paula Fernández
- Rafael Isidro Quevedo
- Pedro Silva
- Manuel Díaz
- Alexis Ortíz
- Hermann Alvino
- Rogelio Carrera Echegaray
- Rafael Punceles
- Luis Martinez Prato
- Yoel Bellorin
- Winder Richardson Ramírez
- Salvador Militello
- Pablo Da Silva
- Alvis Echeverria
- Johnny Díaz Apitz
- Gustavo Da Silva
- Max Guerra
- Guillermo Heredia
- Guillermo Giannotti
- Maura Giannotti
- Mauricio Mogollon
- Luis Quintero
- Néstor Riera
- Soraya Gross
- jipson Briceño Domínguez
- Juan Daniel (Juancho ) Tapia Lizardi
- Kenic Navarro